# Era Broquèra
Era Broquèra (francès Labroquère) és un municipi occità del Comenge (Gascunya) situat en el departament de l'Alta Garona, a la regió d'Occitània.